# Браниловичи
Браниловичи (серб. Браниловићи / Branilovići) — село в общине Гацко Республики Сербской Боснии и Герцеговины. Население составляет 75 человек по переписи 2013 года.